# Kombinacja norweska na Mistrzostwach Świata w Narciarstwie Klasycznym 1950
Zawody w kombinacji norweskiej na XIII Mistrzostwach Świata w Narciarstwie Klasycznym odbyły się w dniach 1–3 lutego 1950 w amerykańskim Lake Placid.

## Wyniki

### Skocznia normalna/18 km
- Data: 3 lutego 1950

| Medal | Zawodnik            | Państwo           | Wynik |
| ----- | ------------------- | ----------------- | ----- |
|       | Heikki Hasu         | Finlandia         | 455,2 |
|       | Ottar Gjermundshaug | Norwegia          | 452,0 |
|       | Simon Slåttvik      | Norwegia          | 451,8 |
| 4     | Per Sannerud        | Norwegia          | 448,0 |
| 5     | Sven Israelsson     | Szwecja           | 447,6 |
| 6     | Kjetil Mårdalen     | Norwegia          | 442,9 |
| 7     | Martti Huhtala      | Finlandia         | 441,1 |
| 8     | Eilert Dahl         | Norwegia          | 436,7 |
| 9     | Klas Haraldsson     | Szwecja           | 429,7 |
| 10    | Per Gjelten         | Norwegia          | 427,7 |
| 11    | Aulis Sipponen      | Finlandia         | 423,8 |
| 12    | Mikko Meriläinen    | Finlandia         | 419,4 |
| 13    | Alfons Supersaxo    | Szwajcaria        | 418,2 |
| 14    | Crosby Perry-Smith  | Stany Zjednoczone | 395,9 |
| 15    | Paul Wegerman       | Stany Zjednoczone | 382,5 |